# 마르와르

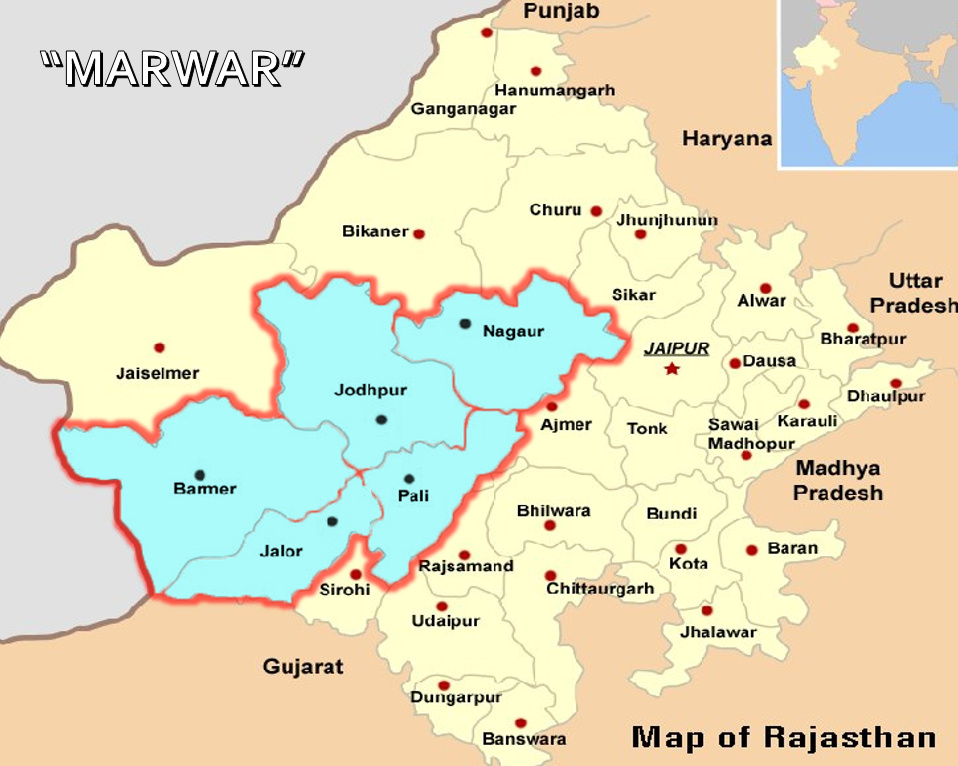
마르와르의 범위(파란색).

마르와르(힌디어: मारवाड़)는 인도 라자스탄주 서부에 위치한 지역이다. 이 지역은 부분적으로 타르 사막에 위치해 있다. '마루'라는 단어는 산스크리트어로 사막을 뜻하며, "와드"는 라자스탄어로 보호 지역을 의미한다(오늘날에는 "와드"가 라자스탄어로 "울타리"를 뜻하는 단어로 사용된다). '마르와르'라는 단어를 직역하면 사막에 의해 보호되는 지역이다.
역사적으로, '마르와르'라는 용어는 라자스탄의 거의 모든 지역에 걸친 문화적인 지역에 걸쳐 있는 지리적인 실체를 언급했다. 더 구체적으로는 자이살메르구, 바르메르구, 잘로르구, 조드푸르구, 나가우르구, 팔리구, 비카네르구, 시카르구, 추루구 및 준주누구에 걸쳐 있는 오늘날의 라자스탄주의 서부 지역을 지정한다.
가장 요약된 정의로서의 마르와르는 오늘날의 바르메르구, 잘로르구, 조드푸르구, 나가우르구, 팔리구 및 시카르구 일부 지역을 포함하는 옛 번왕국인 조드푸르국의 지배를 받는 지역으로 구성된다. 조드푸르국은 북쪽으로는 장글라데시 지역, 북동쪽으로는 둔다르, 동쪽으로는 아즈메르, 남동쪽으로는 메와르, 남쪽으로는 신드와르, 서쪽으로는 자이살메르와 국경을 접하고 있었다.